# NGC 7742
NGC 7742は、ペガスス座付近にある渦巻銀河で、セイファート銀河である。

## 概要
環状銀河でありながら棒状構造を持たない珍しい形状をした銀河である。通常、リング構造を形成するためには中心のバー（棒）が必要である。バーからの重力により、ガスがバーの端に追いやられ、それが回りに広がってリングになることが多いためである。しかしNGC 7742には中心のバーが無いため、この理由ではリングの存在を説明できない。シルチェンコ（O.K. Sil'chenko）とモイセーエフ（A. V. Moiseev）は、NGC 7742は、ある銀河にガス成分が多い矮小銀河が衝突してできたのではないかと推定している。その証拠として、中心部が異常に明るく、中心のガス円盤が大きく傾斜しており、周囲の星の分布と逆方向に渦を巻いていることを挙げている。